# Журавли (картина Юзефа Хелмоньского)
«Журавли» (пол. Żurawie), также известная как «Отлёт журавлей» (пол. Odlot żurawi) — картина маслом польского художника Юзефа Хелмоньского, написанная во время его путешествия в Подолье. На сегодняшний момент картина находится в собрании Национального музея в Кракове, она выставлена в Суконных рядах в галерее польского искусства XIX века, в зале, полностью посвящённом творчеству Хелмоньского.
Хелмоньский написал «Отлёт журавлей» в 1870-71 годах, после трёх лет обучения в Варшавском Классе рисования и в частной мастерской Войцеха Герсона. Символика дикой природы, присутствующая в данной картине, проявилась и в более поздних работах художника, созданных после его возвращения из Парижа ― например, в его последней незаконченной картине «Журавли утром» (пол. Żurawie o poranku), написанной в 1913 году.

## Описание
«Во мглистом пространстве, на фоне мокрого болотного ландшафта можно увидеть птиц, улетающих в дальние края. Среди них выделяется журавль со сломанным крылом. Журавли, наделённые множеством символических значений, воплощают желание Хелмоньского поехать в далёкий Мюнхен — по стопам своих коллег и друзей. Глубоко личный характер живописи подчёркивают тонкие, приглушённые цветовые тона, которые в основном колеблются вокруг оттенков серого, коричневого и чёрного. Эту цветовую гамму разбавляет золотисто-розовое сияние неба и часть луга, оживлённая красными точками цветов».
Первая презентация «Журавлей» вместе с двумя другими картинами Хелмоньского вызвала возмущение критиков. Анонимный рецензент в газете «Przegląd Tygodniowy» (1871, № 22) так отзывался о произведениях художника: «Юзеф Хелмоньский выставил три своих работы: первая — „Отлёт журавлей“, вторая — „В полдень“, третья — „Утро в лесу“. Все три — это всего лишь сонные мечтания, это образы, которые не предназначены для того, чтобы занять глаза публики, даже самых неприхотливых зрителей. Нельзя так подшучивать над искусством и его ценителями!».

## В культуре
7 ноября 2014 года Национальный банк Польши выпустил около 30 000 экземпляров памятной серебряной монеты номиналом 20 злотых, на реверсе которой отчеканены портрет Хелмоньского и фрагмент его картины «Журавли».